# Rojasianthe
Rojasianthe que es un género monotípico de plantas de la subtribu Rojasianthinae, tribu Heliantheae. Su única especie, Rojasianthe superba, es originaria de México y Guatemala en San Marcos a una altitud de 3300-3900 metros. 

## Taxonomía
Rojasianthe superba fue descrita por Standl. & Steyerm. y publicado en Publications of the Field Museum of Natural History, Botanical Series 22(4): 315, f. 1–2. 1940.